# Catedral de San Vicente (Mâcon)

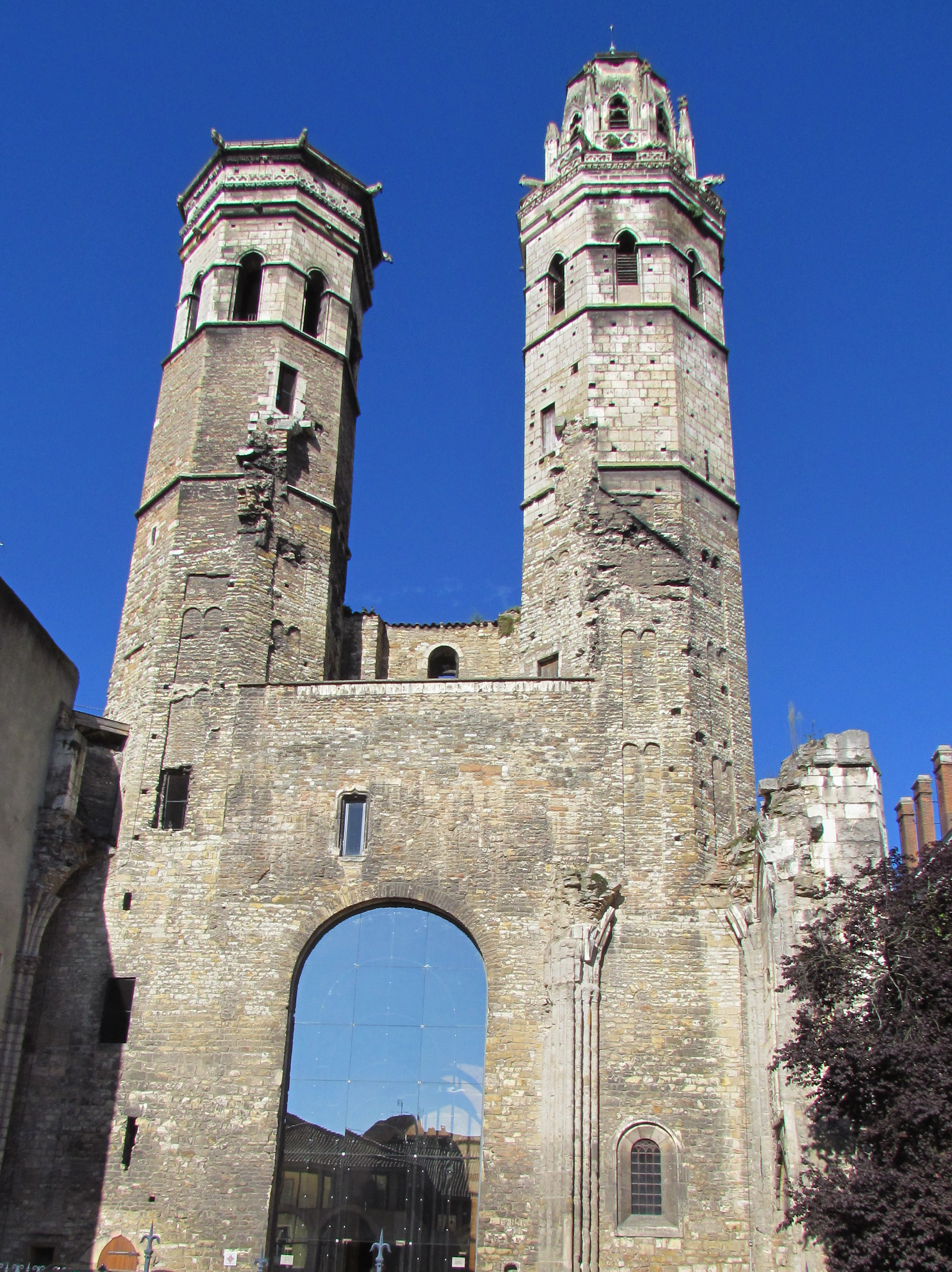
Las torres supervivientes: nótese que en el hueco correspondiente al pórtico hay un cierre acristalado de espejo que engaña a la vista

La catedral de San Vicente de Mâcon, o simplemente catedral de Mâcon (en francés: Cathédrale Saint-Vincent de Mâcon) es una iglesia católica y antigua catedral en Mâcon, en la región de Borgoña-Franco Condado, Francia.
Antiguamente era la sede del Obispo de Mâcon, abolida bajo el Concordato de 1801 y anexada a la diócesis de Autun.
La iglesia actual (Église cathédrale Saint-Vincent de Mâcon) fue construida entre 1808 y 1818 bajo la supervisión del arquitecto Alexandre de Gisors. De su predecesor, conocido como "Vieux Saint-Vincent" (antiguo San Vicente), quedan dos torres, un nártex y un tímpano. La torre del sur muy distintiva y está coronada por un mirador que sirve como un símbolo de Mâcon.
En 1855 el ayuntamiento decidió poner en marcha una serie de restauraciones con la instalación de una capilla en el atrio y las esculturas, columnas y capitales fueron sometidos a un proceso restauración. El edificio fue reabierto al culto hasta la Primera Guerra Mundial, fue llamado "Viejo San Vicente" para diferenciarlo de la nueva Iglesia de San Vicente, construida a principios de siglo.
En 1862 el edificio fue catalogado monumento histórico de Francia. A finales del siglo XX se realizaron nuevas reparaciones, y fue reabierta al público.

## Véase también

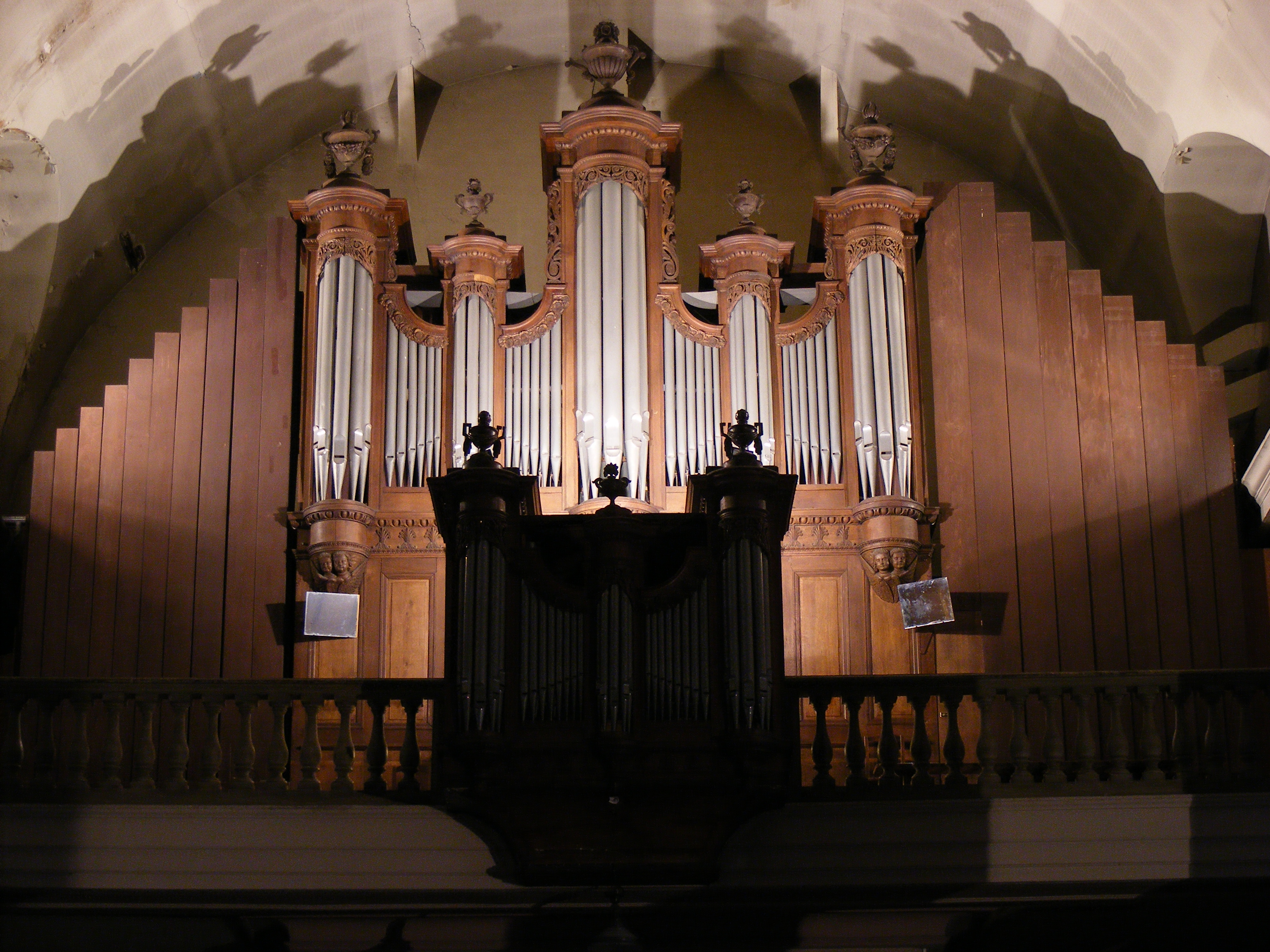
Vista interna